# Amphilius lamani
Amphilius lamani е вид лъчеперка от семейство Amphiliidae. Видът е застрашен от изчезване.

## Разпространение
Разпространен е в Габон, Демократична република Конго и Камерун.

## Описание
На дължина достигат до 9,6 cm.